# Ligidium margaritae
Ligidium margaritae is een pissebed uit de familie Ligiidae. De wetenschappelijke naam van de soort is voor het eerst geldig gepubliceerd in 1955 door Borutzkii.